# Харизматски ауторитет
Харизматски ауторитет је вид ауторитета који произлази из посебних знања, надарености и моћи саме особе. Такве особе су вође верских, националних, политичких, научних или уметничких покрета. Харизматични ауторитет своју моћ утицаја заснива на стварном ауторитету, знању и способностима.
Харизматични вођа је појам који води порекло од грчке речи харизма што значи божански инспирисан. То је стил вођства у којем се следбеници идентификују са неким израженим способностима вође, као и начином комуникације који их мотивише на акцију. Често се појава харизматичних вођа везује за кризна времена, када се они појављују као спасиоци. Међутим, њихов успех није загарантован, нити они нужно воде своје чланове ка прогресу и благостању.
Харизматска власт подразумева врсту организације или врсту вођства у ком се власт црпи из харизме вође. Ова врста власти је у супротности са друге две врсте власти и то: правном и традиционалном. Свака од ове три врсте власти сачињава део трипартитне поделе власти коју је сачинио Макс Вебер.
Вебер је дефинисао харизматску власт као власт која „почива на посвећености изванредној светињи, хероизму или карактеру једне индивидуе који може послужити као пример, као и на нормативним обрасцима или правилима откривеним или наређеним од те индивидуе”. Вебер је развио ову дефиницију у својим есејима „Политика као занимање” и „Дисциплина и харизма”, као и у другим својим делима.
Овај концепт је наишао на широку примену међу социолозима. Други термини који се користе су „харизматична доминација” или „харизматично вођство”.

## Харизма
Вебер користи термин харизма за:
A одређени квалитет једне личности, на основу које се та особа разликује од обичног човека и због тога третира као особа обдарена натприродним, надљудским, или у најмању руку као особа са изузетним специфичним моћима или квалитетима. Те особине као такве нису доступне обичном човеку, али се сматра да имају божанско порекло или да представљају узор, и на основу тих особина индивидуа која их поседује се сматра вођом [...]  За сврху дефинисања харизме ирелевантно је како ће квалитет тих особина бити оцењиван из етичког, естетског или неког другог таквог гледишта.

## Легитимизација
Харизматска власт је често најтрајнија врста режима зато што се вођа сматра непогрешивим и свака радња предузета против њега се сматра као кривично дело против државе. Харизматичне вође на крају развију култ личност и то често не својом сопственим деловањем. 
[М]оћ која постане легитимна на основу изванредних личних квалитета изузетне личности вође или на основу демонстрације изванредне проницљивости и успеха инспирише лојалност и послушност поданика.
Вођство је моћ да се шири позитивна енергија и осећај славе. Као таква, почива готово искључиво само на вођи. Недостатак вође из било ког разлога може довести до престанка такве врсте ауторитета моћи. Било како, имајући у виду својствену природу и недостатак формалне организације, харизматска власт зависи много више од тога како се доживљава легитимности власти него остале Веберове форме власти. На пример, харизматични вођа у религија контексту захтева непољуљано веровање да је вођа био одабран од Бог, као нека врста гуруа или пророка. Ако снага овог веровања крене да бледи, моћ харизматичног вође може брзо да нестане, што је једна од ситуација у којој се ова форма власти показује као нестабилна.
За разлику од данашњег смисла у коме се употребљава термин харизматични вођа, Вебер је сматрао да харизматску власт не сачињавају толико карактерне особине харизматичног вође, већ веза која постоји између вође и његових поданика. Валидност харизме се заснива на препознавању исте од стране вођиних поданика (или познаваоца – Anhänger). Харизма вође је изложена ризику нестанка уколико он буде напуштен од Бога или уколико његова владавина не обезбеди никакав просперитет онима којима вођа влада. 

### Када харизма постане рутина
Харизматска власт увек угрожава границе постављене традиционалним (принудним) или рационалним (правним) ауторитетом. Харизматска власт увек има тенденцију да пољуља традиционални и правни ауторитет и због тога се често сматра револуционарном. Обично је харизматска власт инкорпорирана у друштво. На тај начин се умањује изазов који овај вид власти представља за друштво. Начин на који се ово дешава се зове рутинизација.
Рутинизацијом, харизматска власт се мења:
 Бирократија контролисана од рационално успостављене власти или комбинације традиционалне и бирократске власти, наслеђује харизматску власт.
Религија која развија сопствено свештенство и успоставља соспствени сет закона и правила највероватније ће изгубити харизматични карактер и кренути ка другом типу власти. На пример, Мухамеда, који је имао харизматску власт као "Пророк" међу својим поданицима, су наследили традиционална власт и структура ислама, што представља чист примера рутинизације.
У политици, харизматско правило се често може наћи у различитим ауторитарним државама, аутократији, диктатури и теократији. Такви режими у циљу одржања харизматске власти често успостављају огроман култ личности. Када вођа такве државе премине или напусти службу и нови харизматични вођа се не појави, такав режим ће највероватније убрзо након тога да падне, осим уколико не дође до рутинизације.

## Наслеђивање харизматске власти
Управо зато што је власт концентрисана у једном вођи, смрт харизматичног вође ће довести до уништења владе осим уколико претходни договори нису постигнути. Друштво које се суочава са таквом ситуацијом - смрћу њиховог харизматичног вође, може да одабере да пређе на други облик вођства или да пренесе харизматску власт на другог вођу на основу наследства.
По Максу Веберу, методи на основу којих се може наследити харизматска власт су: потрага, откровење или одабир новог вође од стране оригиналног вође, одабир новог вође од квалификованог особља, наследна харизма или пословна харизма.  Ово су различити начини на који индивидуа и друштво могу да настоје одрже јединствену енергију и природу харизме у њиховом вођству.

### Потрага
"Потрага за новим харизматичним вођом на основу квалитета који ће му одговарати за позицију ауторитета." Пример за ову методу потраге је потрага за новим Далај Ламом. "Састоји се у потрази за дететом са особинама које се тумаче на начин да значе да је он реинкарнација Буде" Ова потрага је пример да оригинални харизматични вођа може да "живи" кроз своје замене.

### Откровење
"У овом случају легитимитет новог вође зависи од легитимности технике селекције." Техника селекције је modus operandi бирачког процеса. У давним временима, веровало се да пророчице имају специјалан приступ "божанском суду" и због тога је њихова техника одабира сматрана легитимном. Њихов избор је прожет харизматичним ауторитетом који потиче од одобрења пророчанства.

### Именовање од стране оригиналног вође
У овој форми, оригинални носилац харизматске власти предаје свој ауторитет другом. Савршен пример је тврдња Јосифа Стаљина да га је Владимир Лењин одредио да буде његов наследник као лидер Совјетског Савеза. Утолико што су људи веровали у ову тврдњу, Стаљин је стекао Лењинову харизматску власт.

### Именовање од стране квалификованог особља
"Наследник (може бити одређен) од стране харизматичног квалификованог административног особља... Овај процес не би требало да буде протумчен ни као 'избор' ни као 'номинација'... Пример ове форме налеђивања је бирање новог папе од стране папске конклаве кардинала. Учешће кардинала у бирању папе се огледа у харизматичној квалификацији од стране Римокатоличке цркве и то је ауторитет њиховог харизматичног избора.

### Наследна харизма
Харизма се може посматрати као "наслеђени квалитет". Овај метод сукцесије присутан је у преношењу харизме Ким Ил Сунга његовом сину, Ким Џонг Илу. Ова врста наслеђивања је тежак подухват и често резултира кретањм ка традиционализацији и легализацији власти.

### Пословна харизма
"Концепт харизме може да се пренесе ритуалом са једног носиоца на другог... Ово укључује одвајање харизме од одређеног појединца, чинећи је преносивим ентитетом. "Верује се да је Свештеничко просвећење се сматра методом помоћу којег се свештеничка харизма да учи и обавља остале свештеничке дужности преноси на особу. На овај начин свештеници наслеђују свештеничку харизму и затим бивају препознати од стране своје заједнице као они који имају имајући харизматску власт која долази са свештенством.

## Примена Веберове теорије
Веберов модел харизматичног вођства који води ка институционализацији је одобрен од стране неколико академских социолога.

### Нови религијски покрети
Ајлин Баркер разматра тенденцију нових религиозних покрета чији оснивачи или вође поседују велики харизматични ауторитет и верује се да имају специјалне моћи или велико знање. Харизматичне вође су непредвидиве, Баркер каже, да они нису везани за традицију или правила и да могу добити од својих следбеника право да се изјасне о свим аспектима њиховог живота. Баркер упозорава да у овом случају вође немају никакву одговорност, захтевају послушност без поговора и подстичу зависност након покрета за материјалним, духовним и социјалним ресурсима.
Џорџ Д. тврди да немају сви нови религијски покрети харизматичне вође, као и да постоје разлике у хегемонијским стиловима међу покретима.

## Нарцисизам
Лен Оукс, аустралијски психолог који је написао дисертацију о харизми имао је једанаест харизматичних лидера у психичком тесту који је он назвао adjective checklist, и сврстао их као групу обичних људи. Пратећи психоанализу Хајнца Кохута, Оукс тврди да харизматични лидери показују особине нарцисоидности и говори да су испољили невероватну количину енергије коју прати унутрашњи мир који неутралише анксиозност и кривице које више погађају обичне људе. Ипак није у потпуности пратио Веберов овкир рада о харизматској власти.